# MAS (Milaan)
MAS is een historisch merk van motorfietsen: 
MAS staat voor: Motocicli Alberico Seiling, (volgens andere bronnen voor Motoscafo Anti Sommergibile) Ing. Alberico Seiling, later S.A. Motocicli M.A.S, Milano (1922-1956). 
Seiling was een belangrijke Italiaanse constructeur, die tussen 1920 en 1922 al verschillende motorfietsen had ontwikkeld, maar pas in 1922 besloot ze te gaan produceren. Zijn 173 cc kopkleppers met buitenliggend vliegwiel waren bijzonder populair. Hij maakte ook eencilinder zij- en kopkleppers tot 498 cc en al in 1928 een 498 cc paralleltwin.
In 1937 verscheen een kopklepper met een bijzondere cilinderkop: De nokkenas was verticaal geplaatst, de kleppen lagen horizontal in een aparte kamer boven de verbrandingsruimte. De gaswisseling vond in deze extra kamer plaats. Hierdoor hoefde in de verbrandingsruimte geen plaats te worden gemaakt voor de kleppen en verkreeg men een compressieverhouding van 15:1. Succesvol werd deze motor echter niet.
Hij verkocht MAS in 1938 aan de gebroeders Guidetti om zelf de Seilings en Altea’s te gaan bouwen.
Bij MAS werden na 1945 nog wel 173 cc kopkleppers gebouwd, die zelfs door Alberico Seiling ontworpen waren, maar de populariteit van voor de oorlog kwam niet terug. 
In 1956 produceerde het bedrijf, dat toen al in financiële problemen zat, nog een 125 cc tweetakt en een 50 cc scooter, in hetzelfde jaar werd de productie beëindigd.
- Er was nog een merk met deze naam, zie MAS (München)